# Курдистан
Курдиста́н (курд. کوردستان, Kurdistan; дословно: «страна курдов») — этногеографическая и историческая область на Ближнем Востоке, расположенная на стыке Армянского и Иранского нагорий, а также на территории Верхней Месопотамии.
Курды — коренной народ региона и составляют большинство населения Курдистана, охватывающего юго-восточную Турцию (Северный Курдистан), северо-западный Иран (Восточный Курдистан), северный Ирак (Южный Курдистан) и северную и северо-восточную Сирию (Западный Курдистан). 
В источниках современный термин впервые встречается с XI века. Одно из первых использований термина «Курдистан» относится к 1075 году.
Неофициальная столица — Амед (Диярбакыр), находящийся в Северном Курдистане (на юго-востоке современной Турции).

## Этимология
В источниках термин впервые встречается с XI века. В 1075 году был показан на карте Махмуда аль-Кашгари в сборнике Диван лугат ат-турк. Был также засвидетельствован у армянского историка Маттеоса Урхаеци, называющий Курдистаном территории современных провинций Шанлыурфа и Диярбакыр в Турции. В 1120 году в Сельджуской империи была создана провинция «Курдистан» с центром в Бахаре (северо-западе современного Ирана и севера Ирака).
Термин буквально означает «страна курдов». Элемент -стан в слове «Курдистан» — это суффикс, используемый в иранских языках и означающий «страна».
Кордуена, которая была независимой c 189 по 90 года до н. э., считается некоторыми исследователями протокурдским государством и античным названием Курдистана.

## История

### Античное время
В древности в этом регионе жили различные группы, среди которых гутии, хурриты, маннейцы и армяне. Первоначальная родина маннейцев была расположена к востоку и югу от озера Урмия, примерно в центре современного Мехабада. Регион попал под персидское правление во время правления Кира Великого и Дария I.
Как отмечает «Энциклопедия ислама», южнее озера Ван находилась область Корчайк и земли курдов Хаккари, которые географически относятся к Армении, хотя и не всегда были подвластны армянам.
Царство Кордуена, возникшее в результате упадка Империи Селевкидов, было расположено к югу и юго-востоку от озера Ван, между Персией и Месопотамией. Племена кардухов занимали холмистую местность вдоль верхнего Тигра недалеко от ассирийской и мидийской границ, в современном западном Курдистане. Согласно энциклопедии «Ираника», ряд авторов считают кардухов предками курдов, однако более вероятно, что таковыми были куртии.
Кордуэна стала вассальным государством Рима в 66 году до н. э. и оставался в союзе с римлянами до 384 года нашей эры. После 66 г. до н. э. он проходил ещё 5 раз между Римом и Персией. Кордуэна была расположена к востоку от Тигранакерта, то есть к юго-востоку от современного Диярбакыра (юго-восточная часть современной Турции). Кордуена была независимой c 189 по 90 года до н. э., долгое время являлось спорной территорией между Парфией, Римом и Великой Арменией, с 60 года до н. э. — в составе Римской империи. Кардухи говорили на древнеиранском языке.

### Средневековье
Одно из самых ранних упоминаний фразы «земля курдов» встречается в сирийском христианском документе поздней древности, описывающем истории ассирийских святых Ближнего Востока, таких как Абдишо. Когда сасанидский марзпан спросил Мар Абдишо о его происхождении, он ответил, что, по словам его родителей, они были родом из Хаззы, деревни в Ассирии. Однако позже язычники изгнали их из Хаззы и поселили в Таманоне, который, по словам Абдишо, находился на земле курдов. Таманон расположен к северу от современной ирако-турецкой границы, в то время как Хазза находится в 12 км к юго-западу от современного Эрбиля. В другом отрывке того же документа регион реки Хабур также определён как земля курдов. Согласно Аль-Мукаддаси и Якуту аль-Хамави, Таманон был расположен на юго-западных или южных склонах горы Джуди и к югу от Джизре. Другие географические упоминания о курдах в сирийских источниках встречаются в хронике Зукнин, трудах Михаила Сирина и Бар Гебрея. Они упоминают горы Карду, город Карду и страну Кардавайе.
С VIII по XIX века существовало большое количество разрозненных курдских династий, вождеств, эмиратов и княжеств.
В «Хронографии» армянского историка и хрониста XII века Маттеоса Урхаеци упоминаются события середины X века, о которых, как пишет автор, он узнал у «много раньше родившихся очевидцев и свидетелей и читая труды старых историков…». И здесь есть интересные сведения о драматических событиях 1032 года в Курдистане, которые происходили вокруг Урфы. Маттеос Урхаеци приводит слова из послания защитника Урфы военачальника Раиса Бала (Бал эль-Раиса) губернатору Фаркина Насыруддеулу: «Я нахожусь в очень трудном положении, и со мной весь Курдистан…».
Одно из первых упоминаний термина «Курдистан» в истории связано с султаном Санджаром, который создал в 1120 году провинцию под названием «Курдистан» между нынешними иранским Азербайджаном и Бахтиярией на территориях современных Ирака и Ирана. Провинция включала 5 вилайетов, содержащих 16 округов.

В своей книге Марко Поло, венецианский путешественник XIII в., писал:
Кардистан — вторая из восьми областей Персии. Последний правитель из династии сельджуков султан Санджар, объединив пять крупных вилайетов с курдским населением, создал провинцию Курдистан. Центром этой провинции считался великолепный город-крепость Бахар, расположенный в 12 км к северо-западу от города Хамадана — древней столицы Мидии Экбатаны, что естественно не могло быть чисто случайным совпадением, а являлось логическим развитием курдской истории. Провинция состояла из пяти крупных вилайетов: Хамадан, Динавар, Керманшах, Шехризур и Санджар. В провинцию входили 16 округов: Алани с одноимённым городом; Алиштер с культовым местом зороастрийцев Ардехш; крепость Бахар; Хуфтиан — крепость, созданная на реке Заб; города: Дербенд-е Тадж Хатун; Дербенд-е Зенге; Султан Абд-е Джемджемал, расположенный у подножия горы Бехистун; Шехризур; Керманшах (или Кармисин); деревни: Керенд и Хошан; Кенгевер; область Махидешт, включавший 50 населенных пунктов; крепость Херсин и деревня Вестам) и Лурестан.
В своем сочинении XIV века «Ноузат-ул-Коулоуб» название «Курдистан» упоминал Хамдаллах Казвини. На востоке с провинцией граничил Ирак-е Аджем, на севере — Азербайджан, на западе — Ирак-е Араб и на юге — Хузестан. Курдистан состоял из 16 различных по значимости округов:
- Алани — с городом, имеющим определённое значение, обладающим хорошим климатом и угодьями для охоты;
- Алиштер — в нём прошлом находилось атешкеде (культовое место зороастрийцев), именуемое Арухш, или Ардехш;
- Бахар;
- Хуфтиан — крепость на реке Заб, с несколькими посадками вокруг;
- Дербенд-е Тадж Хатун — небольшой город;
- Дербенд-е Зенге — также небольшой город с хорошим климатом;
- Дезбиль;
- Динавар — крупный город, славящийся своим виноградом;
- Султан Абад-е Джемджемаль — у подножия горы Бехистун;
- Шехризур — по Якуту аль-Хамави, его основателем якобы был некий Зурбем-Зоххак;
- Керманшах — называвшийся ранее Кармисин;
- Керенд и Хошан — две деревни;
- Кенгевер — называемый также Каср эль-Лесус, или «твердыней разбойников»;
- Махидешт (или Маидешт) — насчитывает 50 населенных пунктов;
- Херсин — крепость;
- Вестам — большая деревня.

Персидский Курдистан, включая Лурестан, до XIII века составлял часть провинции, которую арабы называли Джибаль. Что касается тех частей Курдистана, которые позднее отошли к Османской империи и Месопотамии (совр. Ирак), то они входили в Джизре, или, в более узком смысле, в Диярбакыр. Во время вторжения монголов персидский Курдистан занимал горный район Загроса. Его главный город Бахар утратил свое значение при преемниках Чингисхана и уступил свое место Султан Абад-е Джемджемалю, который стал, таким образом, резиденцией правителей персидской части Курдистана. Различные местные курдские вожди, впрочем, пользовались некоторой независимостью. Однако к XV веку, ко времени воцарения персидской династии Сефевидов, эта большая провинция Курдистан постепенно уменьшилась. От неё отторгли Хамадан и Лурестан, в то время как территории к западу от Загроса были завоеваны османами. Так что в конце концов в Персии название Курдистан стало относиться административно только к одному Ардалану с центром в городе Сенендедже.
Единственные провинции, носившие как в Персии, так и Османской Империи название «Курдистан», совершенно не соответствовали намного более обширной области этнической экспансии курдов.
1834—1850 годах произошло Второе завоевание Курдистана турками. Курдские княжества были ликвидированы.
В Территориальных кодексах 1848 и 1867 годов провинция Курдистан была утверждена официально. В период конституционной монархии курдистанские регионы были наделены полномочиями депутатского представительства. После подавления восстания Бедер-хана в 1847 году была создана Провинция Курдистан в Османской империи. 14 декабря 1847 года газета Османского государства — Takvim-i Vekayi — передала официальное извещение о создании «провинции Курдистан», с центром в городе Диярбекир.

### Новейшая история
В 1915—1916 годах началась оккупация русскими территорий Восточного Курдистана в Иране.
30 декабря 1918 года в Стамбуле основано Общество за возрождение Курдистана, ставившее целью создание курдского государства.
В 1920-х годах основатель Турецкой Республики Мустафа Кемаль Ататюрк в первые годы правления часто издавал указы и инструкции, содержащие слова «курды» и «Курдистан».
При правлении династии Пехлеви округ Мехабад, ранее входивший в провинцию Курдистан, был передан провинции Азербайджан. Проводилась также персизация и депортация курдского населения.

## География
Курдистан располагается на высокогорной местности Среднего Востока с богатым лесным массивом, множеством рек и плодородных долин. Растительный покров региона благоприятствует развитию животноводства. На плодородных почвах Курдистана произрастают разнообразные фрукты, овощи и зерновые культуры.
От исторической Армении отделена горной системой Тавр—Загрос.

### Состав
Курдистан не имеет определённых фиксированных границ. Курдистаном обычно считается территория, где курды составляют большинство населения. В Средневековье Курдистаном также называли земли, которые были под контролем курдский вождей и династий, существовавшие с VIII по XIX века н. э.
- Северный Курдистан (Турция)
- Южный Курдистан (Ирак)
- Восточный Курдистан (Иран)
- Западный Курдистан (Сирия)

#### Турецкий Курдистан
В Турции Курдистаном считается восточная часть страны, населенная преимущественно курдами. Генофонд Северного Курдистана сильно пострадал из-за депортаций и миграций населения на запад Турции, а также уничтожения инфраструктуры в течение турецко-курдского конфликта. Согласно Проекту гуманитарного права, турецким правительством было уничтожено 2.400 курдских деревень и казнено 18 тыс. курдов. По другим оценкам, число разрушенных курдских деревень превышает четыре тысячи. В общей сложности до 3 млн курдов были перемещены. Во время Первой мировой войны в ходе депортаций погибло 350 тыс. курдского населения. Курдское население Турции также подвергались массовым убийствам со стороны правительства (Диярбакырская резня 1925 г., Зиланская резня 1930 г., Дерсимская резня и другие). Нестабильность в регионе побуждало курдов мигрировать с родных земель. По оценкам, больше трети курдов Турции проживают на западе страны. В 2008 г. Управление статистики Турции сообщило, что численность курдов в Стамбуле, которые поселились в городе за последние 50 лет, составляет 3.358 тыс. человек.
| Географический регион  | Не считая                          | Население       | Площадь     | % курдов |
| ---------------------- | ---------------------------------- | --------------- | ----------- | -------- |
| Юго-Восточная Анатолия | Килис, Газиантеп                   | 8 364 266 чел.  | 50 570 км²  | 70.1 %   |
| Восточная Анатолия     | Эрзинджан, Ардахан, Эрзурума, Карс | 6 116 677 чел.  | 118 401 км² | 73.6 %   |
| Северный Курдистан     | ________                           | 14 480 943 чел. | 168 971 км² | 71.6 %   |

#### Иракский Курдистан
Территории северного и северо-западного Ирака заселены курдами. На севере Ирака у курдов есть автономная республика, официально именуемая «Регион Курдистан». Между иракским и курдским правительством есть множество противоречий, в основном из-за спорных территорий северного Ирака. Киркук, исторически курдский город, считается по конституции Курдистана столицей курдской автономии, однако этот статус не признается Багдадом из-за нефтяных месторождений в одноименной провинции. Мосул также считается одним из городов Курдистана, однако Региональное Правительство Курдистана на него не претендует.
| Регион                                      | Население       | Площадь    | % курдов |
| ------------------------------------------- | --------------- | ---------- | -------- |
| Регион Курдистан (автономная республика)    | 7 800 300 чел.  | 46 862 км² | 81.9 %   |
| Спорные территории между Эрбилем и Багдадом | 2 484 743 чел.  | 38 165 км² | 51.1 %   |
| Мосул                                       | 2 005 446 чел.  | 4 318 км²  | 31.4 %   |
| Южный Курдистан                             | 12 290 489 чел. | 89 345 км² | 67.4 %   |

#### Иранский Курдистан
Курды компактно населяют северо-западные земли Ирана, именуемые Восточным Курдистаном. Миллионная курдская диаспора проживает также на северо-восточных территориях (в Хорасане), чьи предки, жившие на Армянском нагорье и районах Закавказья, были переселены в XVI веке с целью защиты персидских границ от тюркских кочевников из Центральной Азии.
| Остан                | Не считая                            | Население      | Площадь     | % курдов |
| -------------------- | ------------------------------------ | -------------- | ----------- | -------- |
| Западный Азербайджан | Урмия                                | 2 523 542 чел. | 31 197 км²  | 69.1 %   |
| Керманшах            | ________                             | 2 075 477 чел. | 24 998 км²  | 92,5 %   |
| Курдистан            | ________                             | 1 704 033 чел. | 29 137 км²  | 97,8 %   |
| Лурестан             | Элигудерз, Эзна и Доруд              | 1 460 242 чел. | 22 635 км²  | 83.3 %   |
| Хамадан              | Хамадан, Кебудрахенг и северо-восток | 928 891 чел.   | 7 747 км²   | 58.3 %   |
| Илам                 | ________                             | 616 719 чел.   | 20 133 км²  | 86.0 %   |
| Восточный Курдистан  | ________                             | 9 308 904 чел. | 135 847 км² | 81.8 %   |

#### Сирийский Курдистан
Демография Сирии сильно изменилась из-за Гражданской войны. В Западный Курдистан, известный больше как Рожава, мигрировало около миллиона арабских беженцев. Также на этнический состав существенно повлияла операция «Оливковая ветвь», которая завершилась 18 марта 2018 года отступлением курдских Отрядов народной самообороны под натиском турецких военных и их сирийских исламистских пособников. Непосредственным результатом турецкого захвата стало изгнание или бегство около 200 000 курдов из Африна, что привело к сокращению курдского населения примерно с 350 000 до 150 000 человек. После изгнания более 50 % курдского населения Африна, Турция переселяла в Африн сирийских беженцев из района Гуты (недалеко от Дамаска), Дейр-эз-Зора и провинции Алеппо. С момента завершения операции «Оливковая ветвь» в этом районе поселилось около 100 000 человек. Условия жизни оставшегося курдского (включая езидского) населения в Африне под властью Турции и её исламистских пособников в составе Сирийской национальной армии (СНА) остаются крайне нестабильными. В настоящее время в Африне проживает несколько 625 тысяч арабских переселенцев из числа беженцев.
| Мухафаза           | Население      | Площадь    | % курдов |
| ------------------ | -------------- | ---------- | -------- |
| Халеб              | 1 693 115 чел. | 10 845 км² | 56.1 %   |
| Эль-Хасака         | 1 543 478 чел. | 23 334 км² | 55,0 %   |
| Эр-Ракка           | 1 149 142 чел. | 12 162 км² | 34.6 %   |
| Дайр-эз-Заур       | 557 381 чел.   | 14 389 км² | 7.5 %    |
| Западный Курдистан | 4 943 116 чел. | 60 730 км² | 45.7 %   |

## Население
Курдистан, разделённый между четырьмя государствами — Турцией, Ираном, Ираком и Сирией, не имеет определённых естественных (природных) и юридических границ. Кроме собственно курдов, в регионе проживают также азербайджанцы, арабы, армяне, ассирийцы, персы, турки и туркоманы.

### Историческая демография
До середины XX века проживало также немало евреев, впоследствии репатриировавшихся в Израиль. При этом ассирийцы и евреи (в меньшей степени, армяне) весьма сильно ассимилировались с курдами. Армяне же до начала XX века составляли значительную часть (местами большинство) населения восточных регионов современной Турции, ныне заселённых преимущественно курдами. Бо́льшая часть армянского населения была уничтожена в конце XIX—начале XX века (см. статьи Массовые убийства армян в 1894—1896 годах, Киликийская резня и Геноцид армян).
Этнический состав Курдистана по административным областям в пределах границ Севрского мирного договора 1920 года, в котором предусматривалось создание курдского национального государства с площадью ок. 150 тыс. км² (без Вана, чьё исключение из границ Курдистана оспаривалось курдскими делегатами):
| Миллет (народ) | Амед             | Дерсим           | Слемани          | Духок           | Хавлер          | Керкук          | Джолемерг       | Всего            |
| -------------- | ---------------- | ---------------- | ---------------- | --------------- | --------------- | --------------- | --------------- | ---------------- |
| Курды          | 230 500 (66.8 %) | 112 000 (53.8 %) | 152 900 (98.6 %) | 93 000 (76,9 %) | 77 000 (72.6 %) | 45 000 (48.9 %) | 26 600 (54,7 %) | 737 000 (68.5 %) |
| Турки          | 73 000 (21.2 %)  | 60 000 (28.8 %)  | ________         | ________        | ________        | ________        | 2 000 (4,1 %)   | 135 000 (12.6 %) |
| Ассирийцы      | 17 500 (5.1 %)   | ________         | 100 (0.1 %)      | 17 000 (14 %)   | 4 100 (3.9 %)   | 600 (0.7 %);    | 18 000 (37 %)   | 57 300 (5.3 %)   |
| Туркоманы      | ________         | ________         | 1 000 (0.6 %)    | ________        | 15 000 (14.2 %) | 35 000 (38 %)   | ________        | 51 000 (4,7 %)   |
| Армяне         | 3 000 (0,9 %)    | 35 000 (16.8 %)  | ________         | 3 000 (2,5 %)   | ________        | ________        | 2 000 (4.1 %)   | 43 000 (4 %)     |
| Арабы          | 20 000 (5.8 %)   | ________         | ________         | 5 000 (4,1 %)   | 5 100 (4.8 %)   | 10 000 (10.9 %) | ________        | 40 100 (3.7 %)   |
| Лахлухи        | ________         | ________         | 1 000 (0.6 %)    | 3 000 (2,5 %)   | 4 800 (4.5 %)   | 1 400 (1,5 %)   | ________        | 10 200 (0,9 %)   |
| Черкесы        | 800 (0.2 %)      | 1 000 (0,5 %)    | ________         | ________        | ________        | ________        | ________        | 1 800 (0,2 %)    |
| Всего          | 345 000          | 208 000          | 155 000          | 121 000         | 106 000         | 92 000          | 48 600          | 1 075 600        |

Севрский договор предусматривал создание Курдистана лишь на небольшой части территории компактного проживания курдов. Из-за того, что на близлежащих территориях проживало ещё более 3 173 000 курдов, курдские делегаты претендовали и на сопредельные территории. Так, ещё на стадии согласования границ они отказались признавать исключение вилайета Ван из границ своего будущего государства. Область была исключена из проекта создания Курдистана, так как по данным 1880 года там 76 % населения составляли армяне, и регион относился к одному из наиболее важных провинций Западной Армении и исторически был армянской территорией. Претензии некоторых представителей курдской делегации на Ванскую провинцию были восприняты международными державами как «не адекватные» и «эскпансионистские»

## Курдская государственность
С конца XVI века идеология создания независимого Курдистана и курдского национализма массово распространялась среди курдской интеллигенции Османской империи. Основоположник курдской историографии Шараф-хан Бидлиси, в своей работе Шараф-наме 1597 года, написанной на фарси, писал, что Курдистан остается фактически непокоренным, а если некоторые из правителей Османской империи и устремляли все свои старания на завоевание курдов, перенося неописуемые трудности и потери, то в конце концов они раскаивались и снова передавали эти земли их настоящим хозяевам. Он заявлял, кто захочет покорить Курдистан, — будет иметь дело прежде всего с правителями эмирата Бидлис и с племенем рожки.

Ахмад Хани, живший в конце XVII века, выступал за создание Курдистана и является одним из основателем курдского национализма. В своем романе Мам и Зин он писал:
Если бы у нас было единство между собой,
Если бы мы все вместе подчинялись друг другу,
Турки, арабы и персы,
Были бы все в нашем рабстве
Правители эмирата Сорана стремились объединить все районы, населенные курдами, под своим единым правлением и использовать курдский национальный костюм для своей армии. В 1818 году они объявили свою независимость, но уже в 1836 году Соран был уничтожен османскими войсками. В максимальной экспансии соранские эмиры контролировали 97 600 км² с населением в 486 000 человек.
Масштабная попытка создания независимого Курдистана была предпринята в 1840-х годах Бедерхан-беком, эмиром области Бохтан (со столицей Джезире). В 1842 году он начал чеканить монету от собственного лица и совершенно перестал признавать власть султана. Однако летом 1847 г. Бохтан был занят османскими войсками, эмират ликвидирован, с сам Бедерхан-бек взят в плен и сослан.
Новую попытку создать независимый Курдистан предпринял племянник Бедерхана Езданшир. Он поднял восстание в конце 1854 г., воспользовавшись Крымской войной; вскоре он сумел взять Битлис, а за ним и Мосул. После этого Езданшир начал готовить наступление на Эрзерум и Ван. Однако попытка соединиться с русскими не удалась: все его гонцы к генералу Муравьеву были перехвачены, а сам Езданшир был заманен на встречу с турецкими представителями, схвачен и отправлен в Стамбул (март 1855 г.).
Следующую попытку предпринял шейх Обейдулла в 1880 г. Обейдулла, верховный руководитель суфийского ордена Накшбандия, пользовавшийся большим уважением в Курдистане как по своему положению, так и за личные качества, созвал в июле 1880 г. в своей резиденции Нахри съезд курдских вождей, на котором выдвинул план: создать независимое государство, а для того сначала напасть на Персию (как более слабого противника), овладеть Персидским Курдистаном и Азербайджаном и, опираясь на ресурсы этих провинций, повести борьбу против Османской империи. План был принят, и в августе того же года началось вторжение курдов в Иранский Азербайджан. Оно сопровождалось восстанием местных курдских племен; отряды восставших подошли к самому Тебризу. Однако Обейдулла со своими основными силами замедлил при осаде Урмии, в конце концов был разбит и вынужден возвратиться в Османскую империю. Там он был арестован и сослан в Мекку, где и умер. В это время в Курдистан все более проникает из Европы идеология национализма; её пропаганду вела первая курдская газета — «Курдистан», которую выпускали с 1898 г. в Каире потомки Бедер-хана.
Новый подъём национального движения в Курдистане наступил после Младотурецкой революции 1908 года. Возникает и тотчас приобретает популярность националистическое общество «Возрождение и прогресс Курдистана», главой которого был вернувшийся из ссылки шейх Абдель-Кадер — сын Обейдуллы; вслед затем возникает «Лига Курдистана», ставившая своей целью создать «Курдистан бейлик» (курдское княжество) то ли в составе Турции, то ли под протекторатом России или Англии — в этом отношении были разногласия. С ней был связан шейх племени барзани Абдель-Салям, поднявший ряд восстаний в 1909—1914 г.. и особенно Молла Селим, ставший лидером восстания в Битлисе в марте 1914 г.
С лета 1918 года бороться против иранской власти на курдских территориях стал Симко Шикаки. Важность его восстания, которое длилось почти 25 лет, заключается в том, что после Первой мировой войны он контролировал почти половину территории Восточного Курдистана, выполняя роль правителя. С созданной и возглавленной им армией курдских крестьян, превращённой им в грозную боевую силу, он несколько раз одерживал крупные победы над иранской армией и захватил ряд городов в регионе. Несколько раз шахское правительство даже призывало его к началу переговоров о создании курдской автономии. К 1922 году он захватил ещё несколько иранских городов, но в том же году потерпел сокрушительное поражение в битве при Тадже и был вынужден бежать в Турцию. С помощью хитрой уловки был заманён в засаду иранскими войсками и убит 30 июня 1930 года.
В мире есть много наций, не охватывающие и половину численности курдов, но добившиеся независимости
Курдский народ также имеет право на независимость на своей земле,
Если курды не добьются независимости, то для них лучше смертьСимко Шикаки
Создание Курдистана в качестве независимого государства предусматривалось условиями Севрского мирного договора от 10 августа 1920 года, однако на практике его условия не были реализованы.
Кроме того, в 1920-е годы на территории Северного Курдистана 3 года существовала самопровозглашённая Араратская Курдская Республика. В 1923—1929 годах на территории Азербайджанской ССР, на территории между НКАО и Армянской ССР, существовал Курдистанский уезд (также известный как Красный Курдистан), в 1930 году преобразованный в Курдистанский округ.
В 1946 году на территории Восточного Курдистана на короткое время была провозглашена Мехабадская республика. Среди курдов популярна идея создания «Большого Курдистана», то есть независимого государства на всей территории этнического Курдистана, а в качестве первого этапа — придания остальным частям Курдистана того же статуса, который ныне имеет пользующийся широкой автономией в Ираке Южный Курдистан.
Курдское государственное образование в виде автономии существует только на территории Южного Курдистана и Рожавы.
25 сентября 2017 года состоялся референдум о полной независимости Южного Курдистана. Явка составила 72 %. За независимость региона проголосовали 92,73 % избирателей.
16 октября 2017 года армия Ирака вошла в Киркук, находящийся под контролем курдов, и приказала курдам сложить оружие. Парламент Ирака вынес решение арестовать всех сподвижников Барзани. Турция, Иран и Ирак закрыли свои границы с Курдистаном. Курдистан находится в блокаде.
В четырёх государствах компактного проживания курдов «курдский вопрос» остаётся самой актуальной нерешённой внутриполитической проблемой, решить которую ни одно из этих государств самостоятельно, без внешнеполитического балансирования, не может.

## Исторические карты
- Кордуенское царство, IV век до н.э.
- Горы северо-восточной Месопотамии с обозначением курдских земель, 977 г. н.э.
- Карта Махмуд аль-Кашгари из Диван лугат ат-турк, с обозначением Курдистана, XI в.
- Расширение Османской империи 1481–1683 гг., Курдистан показан к западу от озера Ван.
- Историческая карта 1721 г., показывающая границы провинции Курдистан
- Карта 1803 г. из первого мусульманского атласа. Курдистан показан синим
- Карта Османской империи во времена правления султана Абдулхамида II, в центре карты расположена область Курдистан (1893 г.)
- Карта 1902 г., где показаны два курдских государства: Хиккяри (Верхний Курдистан) и Мосул (Нижний Курдистан)
- Карта расселения курдов, 1946 г.
- Расселение курдов по данным ЦРУ, 1992 г.

## Экономика
Саддам Хуссейн блокировал разведку нефти в районах проживания курдов. Поэтому до 2003 года нефть в Курдистане не добывалась. После свержения Саддама иракские курды получили возможность самостоятельно разрабатывать свои нефтяные ресурсы. С 2008 по 2016 год добыча нефти в Курдистане выросла до 300 тыс. баррелей в сутки.

## Информационная политика
Несмотря на отсутствие государства, в распоряжении курдов находятся крупные медиа-холдинги. К настоящему времени у курдов имеется более десятка спутниковых телеканалов, таких как: Рож ТВ, ММС, Науроз ТВ, Рудав, Комала ТВ, Науроз, Курдистан ТВ, КурдСАТ, Гали Курдистан, Загрос ТВ, Тишк ТВ, Курд 1, Стерк ТВ, Нуча ТВ, Ронахи ТВ, Арьян ТВ, Медия Хабер, Зарок ТВ и другие.